# Estación Percy H. Scott
Percy Hilario Hernández Scott es una estación de ferrocarril ubicada en el paraje rural del mismo nombre, Departamento San Antonio, Provincia de Río Negro, Argentina.

## Ubicación
Se encuentra a 48 km al este de la ciudad de Valcheta.

## Servicios
Por sus vías transitan formaciones de cargas y de pasajeros de la empresa Tren Patagónico S.A.. Los trenes de pasajeros no presentan parada en esta estación.